# Fundación Universidad Nacional de San Juan
La Fundación Universidad Nacional de San Juan, en la República Argentina (FUUNSAJ), es un organismo de derecho privado con Personería Jurídica, cuyo objetivo general es promover y coadyuvar en todas las actividades de Investigación Científica, Transferencia de Tecnología y Asistencia Técnica y actividades Culturales vinculadas a la Universidad Nacional de San Juan.
La relación de la FUUNSAJ con la Universidad Nacional de San Juan es de carácter permanente como surge de su Estatuto.
La Fundación actúa a través de sus Unidades Ejecutoras (Institutos y Centros de Investigación de la UNSJ) buscando la solución de diversos problemas actuales de envergadura, en los campos de:
- Ingeniería
- Ciencias Sociales y de la Administración
- Ciencias Exactas y Naturales
- Filosofía, Humanidades y Artes
- Arquitectura, Planeamiento y Hábitat

De esta manera concurren en la FUUNSAJ, las estructuras estables y permanentes de los Institutos y Centros con su experiencia e infraestructura.
Su accionar se resume en actividades desarrolladas con organismos públicos, empresas públicas y privadas de la República Argentina y del extranjero, a través de tareas de transferencia de resultados de investigación y desarrollo tecnológico, de consultoría y asistencia técnica de elevada especialización, de creación artística, de formación de recursos humanos, de formulación, evaluación y ejecución de proyectos tecnológicos, sociales y culturales.
En todos los casos las acciones de vinculación con el medio se derivan de programas de investigación de mediano y largo alcance.
ACTIVIDADES DE ESTÍMULO ACADÉMICO
Beca "Premio a la excelencia académica FUUNSAJ-DAAD" otorgada en cooperación con el Servicio Alemán de Intercambio Académico.
Se otorga anualmente a un egresado de la UNSJ para realizar estudios de posgrado en Alemania.
ASPECTOS JURÍDICOS
Constituida por Estatuto aprobado por Decreto N° 1460 del Gobierno de la Provincia de San Juan de fecha 19 de agosto de 1982
Inscripta en la Inspección General de Personas Jurídicas bajo Legajo N° 1031 del Registro de Asociaciones Civiles.
Representante Legal: Dr. Ing. Marcelo G. Molina (Presidente de Consejo de Administración)
- Datos: Q5871523